# Pallulaspis lantanae
Pallulaspis lantanae är en insektsart som först beskrevs av Green och Robert Malcolm Laing 1923.  Pallulaspis lantanae ingår i släktet Pallulaspis och familjen pansarsköldlöss. Inga underarter finns listade i Catalogue of Life.